# Distrito de Los Chankas
El Distrito peruano de Los Chankas es uno de los distritos de la Provincia de Chincheros, ubicada en el Departamento de Apurímac, perteneciente a la Región Apurímac, Perú.

## Historia
El distrito fue creado mediante la ley N.º 30455 el 14 de junio de 2016, en el gobierno de Ollanta Humala.
Durante los primeros años, la municipalidad distrital de Huaccana era la encargada de la administración de recursos y servicios públicos del distrito de Los Chankas, en tanto se elijan e instalen nuevas autoridades.
El 10 de diciembre de 2017 se realizaron las primeras elecciones municipales distritales, siendo elegido Deivis Pillaca Cabrera.

## Autoridades

### Municipales
- 2018[3]
  - Alcalde: Deivis Pillaca Cabrera, del Frente Amplio.
  - Regidores:

  1. Yoel Zedano Lujan (Frente Amplio)
  2. Ramiro Quispe Cordova (Frente Amplio)
  3. Edgar Perez Nauto (Frente Amplio)
  4. Mary Luz Huacre Cordova (Frente Amplio)
  5. Gerardo Pillaca Porras (Partido Democracia Directa)